# Acraea althoffi
Acraea althoffi är en fjärilsart som beskrevs av Herman Dewitz 1889. Acraea althoffi ingår i släktet Acraea och familjen praktfjärilar. Inga underarter finns listade i Catalogue of Life.